# Тьерра-де-Тривес (комарка)
Тьерра-де-Тривес (исп. Comarca de Tierra de Trives,  галис. Comarca da Terra de Trives)  — район (комарка) в Испании, входит в провинцию Оренсе в составе автономного сообщества Галисия.

## Муниципалитеты
1. Чандреха-де-Кейха
2. Мансанеда
3. Пуэбла-де-Тривес
4. Сан-Хуан-дель-Рио